# جين فرازي
جين فرازي (بالإنجليزية: Jane Frazee)‏ هي راقصة ومغنية وممثلة أمريكية، ولدت في 18 يوليو 1918 في دولوث في الولايات المتحدة، وتوفيت في 6 سبتمبر 1985 في شاطئ نيوبورت في الولايات المتحدة بسبب سكتة دماغية.

## وصلات خارجية
- جين فرازي على موقع IMDb (الإنجليزية)
- جين فرازي على موقع ميوزك برينز (الإنجليزية)
- جين فرازي على موقع قاعدة بيانات الفيلم (الإنجليزية)